# 化女沼ダム
化女沼ダム（けじょぬまダム）は、宮城県大崎市にある宮城県土木部河川課・大崎地方ダム総合事務所が管理する県営ダム。一級河川・北上川水系長者川の水源であり、田尻川の治水ダムであるが、流域農地への不特定利水も行う。
もとは化女沼という名称の自然湖であったが、これをため池で一般的なアースダム化した。2008年（平成20年）10月30日にラムサール条約登録湿地となった。

## 地理
ダムが建設された化女沼は長者川の水源である。この長者川は江合川の支流である田尻川に注ぐ小河川である。ダムは化女沼の南端に建設された。ダム名の由来もこの沼より来ている。なお、ダム建設当時の所在地は古川市であったが、平成の大合併によって現在は大崎市となっている。

## 自然湖のダム化
化女沼は元々自然湖で、長者川が流出している。農業用水の水源に使われていたが天候によって水量が左右されやすく、安定した供給ができなかった。また、田尻川は低湿地帯を流れる中小河川であり流下能力に乏しく、度々氾濫していた。特にカスリーン台風（1947年）・アイオン台風（1948年）・昭和41年9月豪雨（1966年）では流域に甚大な被害を齎した。これに対し宮城県は「中小河川改修事業・田尻川改良工事事業」を計画し、田尻川の洪水調節を図るため河川改修を行った。
この中で、八反田放水路建設による分流工事と共にダムによる洪水調節も計画。併せて既得農業用水の安定的な確保も図るべく、化女沼地点に治水ダム建設を行うこととし1976年（昭和51年）に「化女沼ダム建設事業」が開始され、1995年（平成7年）に完成した。ダムの形式はアースダム、高さは24.0m。洪水調節・不特定利水が目的である。洪水調節を主目的としており、建設に際し国庫補助を受けている事から「補助治水ダム」と呼ばれるダムの1つである。
なお、自然湖に洪水調節やかんがい等の機能を持たせる治水事業は大規模なもので琵琶湖や霞ヶ浦が挙げられる。これらは国土交通省や水資源機構が主体となって治水と大都市への水需要確保を目的として行っているが、これ以外に自然湖をダムに改造したり、流出部にダムを建設して治水・利水機能を持たせる場合がある。代表的なものとして中禅寺湖出口に建設され洪水調節・水力発電並びに華厳滝水量一定化を目的とする中禅寺ダム（栃木県）や余呉湖の洪水調節を目的とした余呉湖ダム（滋賀県）がある。化女沼ダムのある宮城県では長沼ダムがこれに当たる。

## 化女沼
化女沼はダム公園としての整備が実施され、湖畔にはアカマツやクリ等の植樹がなされている。また、湖内にはヒシやヒルムシロ、ヨシ、ショウブ等の126科783種の植物が生育している。ヒシクイやマガン、オオハクチョウ、トモエガモなどの渡り鳥が数多く飛来しており、オジロワシやオオワシなどの猛禽類の生息も確認されている。このため、2008年（平成20年）8月1日に国指定化女沼鳥獣保護区（集団渡来地）に指定されている（面積78ha、うち特別保護地区34ha）。同年10月30日にはラムサール条約の登録湿地となった。
レクリェーションとしては、化女沼にはアヤメが咲き乱れており、沼周辺にはあやめ園がある。古来より沼周辺には人が生活を営んでおり、宮沢遺跡や朽木橋横穴古墳群も近くにある。「照夜姫伝説」等多くの伝説を秘める沼でもあり、「化女沼」の名の由来はここから来ている。畔には東北自動車道・長者原サービスエリアがあり、ここから化女沼を眺めることができる。近くにはピクニックエリアも整備され、多くの桜が植樹されている。

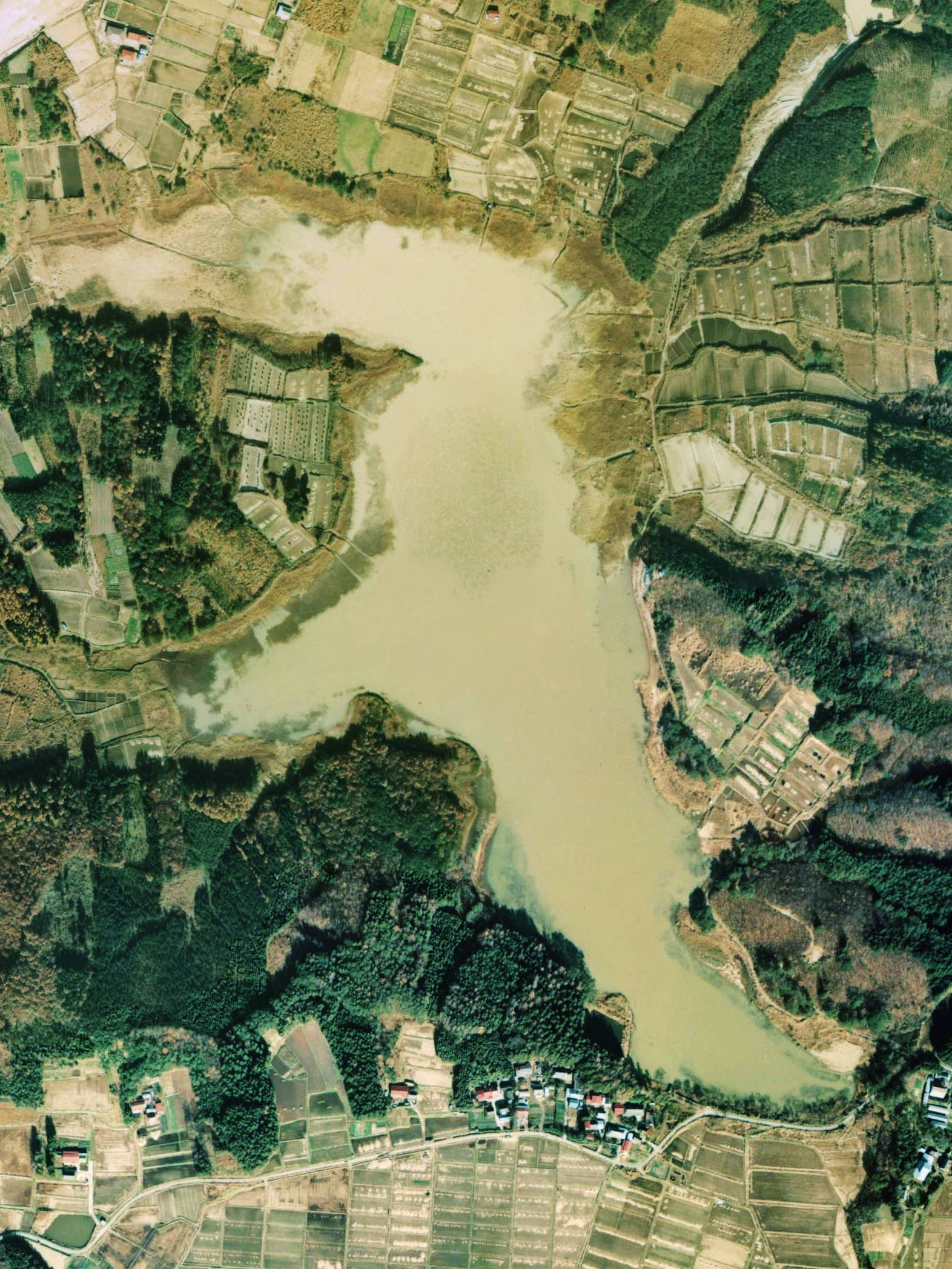
ダム化前の化女沼
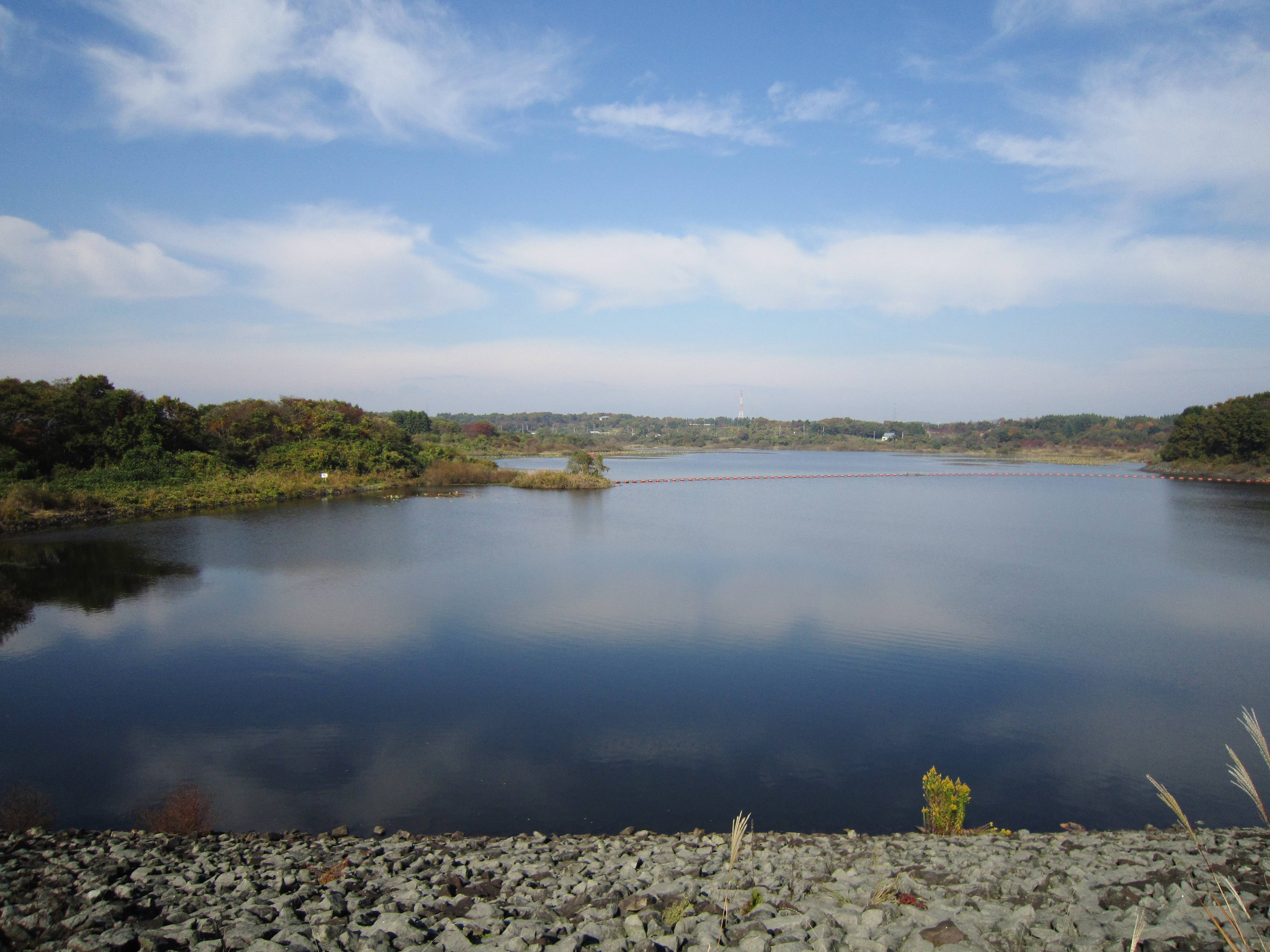
化女沼
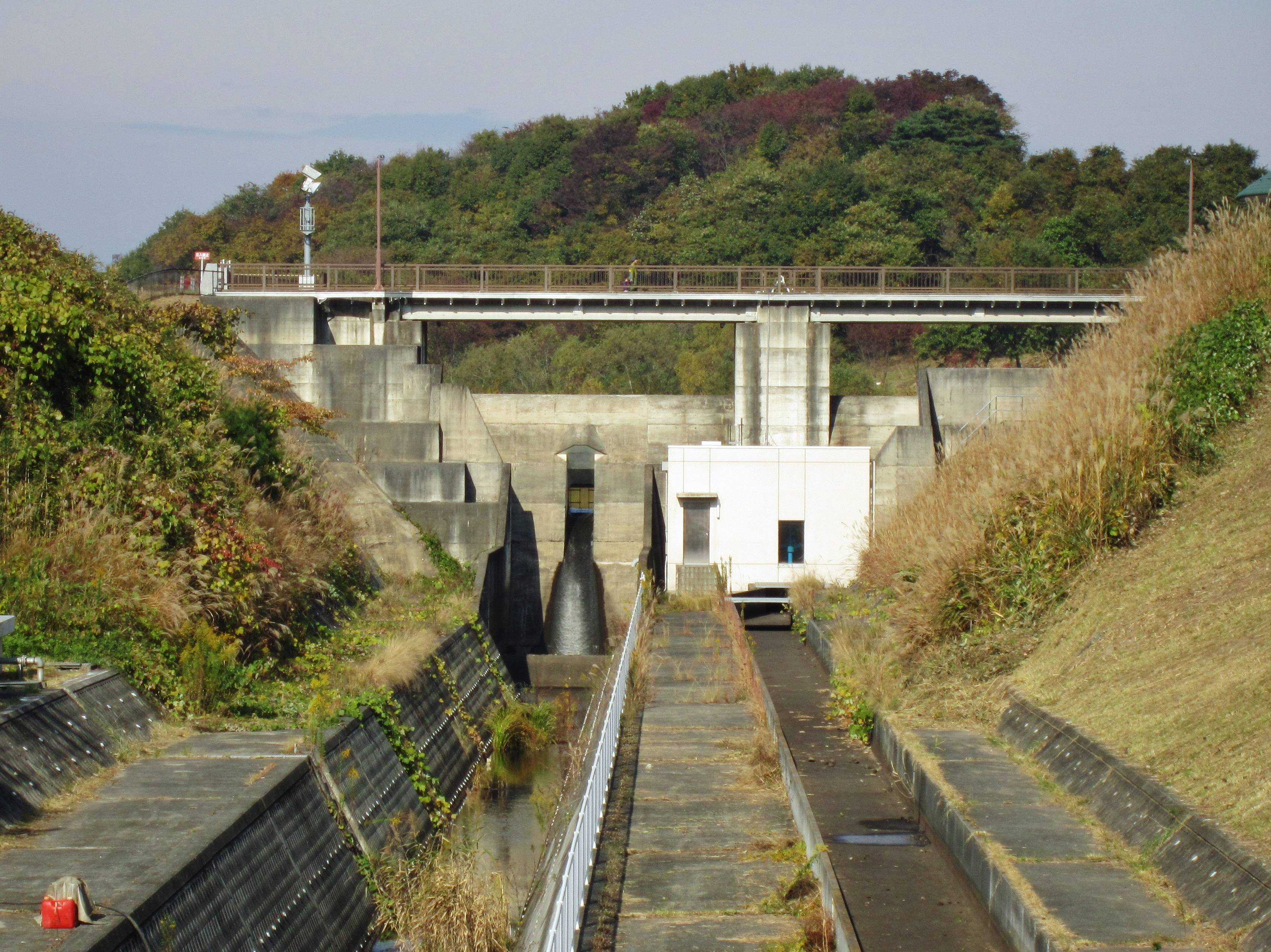
放流設備
照夜姫像

## アクセス
- 東北自動車道・長者原SAスマートICからすぐ。
- 東北自動車道・古川ICから約9km。

## その他
小惑星「化女沼」
1991年2月23日に発見された小惑星。公転周期は4年1ヶ月。化女沼がある大崎市の大崎生涯学習センターが命名提案し、2010年5月27日付で名付けられた。